# Юссуф Фофана (футболіст, 1999)
Юссу́ф Фофана́ (фр. Youssouf Fofana, нар. 10 січня 1999, Париж) — французький футболіст малійського походження, півзахисник італійського «Мілана» і збірної Франції.

## Клубна кар'єра
Народився 10 січня 1999 року в місті Париж. Вихованець юнацьких команд футбольних клубів «Ред Стар» та «Дрансі», поки не став гравцем академії «Страсбурга» 21 лютого 2017 року. 
24 серпня 2018 року дебютував в основному складі «Страсбурга» в матчі французької Ліги 1 проти «Ліона». 17 вересня 2018 року Юссуф підписав свій перший професіональний контракт з «Страсбуром». 19 січня 2019 року забив свій перший гол за клуб в матчі чемпіонату проти «Монако». За півтора року відіграв за команду зі Страсбурга 30 матчів у національному чемпіонаті.
29 січня 2020 перейшов до «Монако». Вартість трансферу склала 15 мільйонів євро.
У серпні 2024 року підписав контракт на чотири роки з «Міланом».

## Виступи за збірну
2018 року дебютував у складі юнацької збірної Франції, взяв участь у 1 грі на юнацькому рівні.
2019 року з командою до 20 років поїхав на молодіжний чемпіонат світу, де вже в першому матчі відзначився голом у грі проти Саудівської Аравії (2:0).
18 листопада 2023 року відзначився дебютним голом за збірну Франції в матчі відбіркового турніру до чемпіонату Європи 2024 року проти збірної Гібралтару.
| Дата       | Місто           | Господарі  | Результат               | Гості      | Турнір                               | Голи | Примітки |
| ---------- | --------------- | ---------- | ----------------------- | ---------- | ------------------------------------ | ---- | -------- |
| 22-9-2022  | Сен-Дені        | Франція    | 2 – 0                   | Австрія    | Ліга націй УЄФА 2022—2023 - 1-й етап | -    |          |
| 25-9-2022  | Копенгаген      | Данія      | 2 – 0                   | Франція    | Ліга націй УЄФА 2022—2023 - 1-й етап | -    | 46'      |
| 22-11-2022 | Ель-Вакра       | Франція    | 4 – 1                   | Австралія  | ЧС 2022 - груповий етап              | -    | 77'      |
| 26-11-2022 | Доха            | Франція    | 2 – 1                   | Данія      | ЧС 2022 - груповий етап              | -    | 90+3'    |
| 30-11-2022 | Ер-Раян         | Туніс      | 1 – 0                   | Франція    | ЧС 2022 - груповий етап              | -    | 73'      |
| 4-12-2022  | Доха            | Франція    | 3 – 1                   | Польща     | ЧС 2022 - 1/8 фіналу                 | -    | 66'      |
| 14-12-2022 | Ель-Хаур        | Франція    | 2 – 0                   | Марокко    | ЧС 2022 - півфінал                   | -    |          |
| 18-12-2022 | Лусаїл          | Аргентина  | 3 – 3 д.ч. (4 – 2 п.п.) | Франція    | ЧС 2022 - фінал                      | -    | 96'      |
| 24-3-2023  | Сен-Дені        | Франція    | 4 – 0                   | Нідерланди | Відбір до ЧЄ 2024                    | -    | 76'      |
| 16-6-2023  | Фару            | Гібралтар  | 0 – 3                   | Франція    | Відбір до ЧЄ 2024                    | -    | 79'      |
| 12-9-2023  | Дортмунд        | Німеччина  | 2 – 1                   | Франція    | товариський матч                     | -    | 78'      |
| 13-10-2023 | Амстердам       | Нідерланди | 1 – 2                   | Франція    | Відбір до ЧЄ 2024                    | -    | 87'      |
| 17-10-2023 | Вільнев-д'Аск   | Франція    | 4 – 1                   | Шотландія  | товариський матч                     | -    | 76'      |
| 18-11-2023 | Ніцца           | Франція    | 14 – 0                  | Гібралтар  | Відбір до ЧЄ 2024                    | 1    | 20'      |
| 21-11-2023 | Неа-Філадельфія | Греція     | 2 – 2                   | Франція    | Відбір до ЧЄ 2024                    | 1    | 55'      |
| Усього     |                 | Матчів     | 15                      |            | Голів                                | 2    |          |

## Титули та досягнення
- Володар Кубка французької ліги (1):

«Страсбур»: 2018-19
- Володар Суперкубка Італії (1):

«Мілан»: 2024
Збірні
- Віцечемпіон світу: 2022